# Kraljevi irski polk (1992)
Kraljevi irski regiment (izvirno angleško Royal Irish Regiment) je edini irski linijski pehotni polk v sestavi Britanske kopenske vojske.

## Ime
Polni angleški naziv polka je The Royal Irish Regiment (27th (Inniskilling) 83rd and 87th and Ulster Defence Regiment), pri čemer je Kraljevi irski regiment uradna kratka različica. Okrajšava polka je R IRISH.

## Zgodovina
Polk je bil ustanovljen leta 1992 v okviru programa Options for Change, pri čemer sta se združila dva dotedanja irska polka: Kraljevi irski rangerji in Ulstrski obrambni polk.

## Organizacija
1992
- Redna kopenska vojska - Splošna služba
  - 1. bataljon, Kraljevi irski polk
  - 2. bataljon, Kraljevi irski polk
- Teritorialna vojska
  - 4. bataljon, Kraljevi irski rangerji
  - 5. bataljon, Kraljevi irski rangerji
- Redna kopenska vojska - Severnoirski rezidenčni bataljoni
  - 3. (okrožje Down) bataljon, Kraljevi irski polk
  - 4. (okrožje Fermanagh in okrožje Tyrone) bataljon, Kraljevi irski polk
  - 5. (okrožje Londonderry) bataljon, Kraljevi irski polk
  - 6. (okrožje Armagh) bataljon, Kraljevi irski polk
  - 7. (Mesto Belfast) bataljon, Kraljevi irski polk
  - 8. (okrožje Tyrone) bataljon, Kraljevi irski polk
  - 9. (okrožje Antrim) bataljon, Kraljevi irski polk

1993
- Redna kopenska vojska - Splošna služba
  - 1. bataljon, Kraljevi irski polk
- Teritorialna vojska
  - 4. bataljon, Kraljevi irski rangerji
  - 5. bataljon, Kraljevi irski rangerji
- Redna kopenska vojska - Severnoirski rezidenčni bataljoni
  - 3. (okrožje Down) bataljon, Kraljevi irski polk
  - 4. (okrožje Fermanagh in okrožje Tyrone) bataljon, Kraljevi irski polk
  - 5. (okrožje Londonderry) bataljon, Kraljevi irski polk
  - 6. (okrožje Armagh) bataljon, Kraljevi irski polk
  - 7. (Mesto Belfast) bataljon, Kraljevi irski polk
  - 8. (okrožje Tyrone) bataljon, Kraljevi irski polk
  - 9. (okrožje Antrim) bataljon, Kraljevi irski polk

1992
- Redna kopenska vojska - Splošna služba
  - 1. bataljon, Kraljevi irski polk
- Teritorialna vojska
  - 4. bataljon, Kraljevi irski rangerji
  - 5. bataljon, Kraljevi irski rangerji
- Redna kopenska vojska - Severnoirski rezidenčni bataljoni
  - 2. bataljon, Kraljevi irski polk
  - 3. bataljon, Kraljevi irski polk
  - 4. bataljon, Kraljevi irski polk

2007
- 1. bataljon (redna kopenska vojska)
- 2. bataljon (teritorialna vojska)

- Skvadron B (Severnoirska konjenica), Queen's Own Yeomanry (teritorialna vojska; skvadron Kraljevega oklepnega korpusa, ki je pod operativnim poveljstvom 2. bataljona)

## Poveljstvo
Polkovno poveljestvo se nahaja v Holywoodu, medtem ko se 1. bataljon nahaja v Ternhillu in 2. v Portadownu.